# Typ D (tramwaje w Timișoarze)
Typ D – seria dwóch dwuosiowych, silnikowych wagonów tramwajowych, eksploatowanych dawniej przez sieć  tramwajową w rumuńskiej Timișoarze. Te normalnotorowe wagony dwukierunkowe o konstrukcji drewnianej powstały w 1921 r. w wyniku przebudowy starszych tramwajów. Przebudowę przeprowadzono w warsztatach przedsiębiorstwa Tramvaiele Comunale Timișoara (T.C.T.).

## Produkcja
Do skonstruowania wagonów silnikowych typu D wykorzystano dwa wagony typu A, które były pierwszą serią tramwajów elektrycznych, eksploatowaną w mieście od 1899 r. Tramwaje typu D otrzymały przedział pasażerski pochodzący z wagonów A, który jednak został powiększony, wyposażenie elektryczne przeniesiono również z wagonów typu A. Poza tym zwiększono odległość między osiami w wózkach.
Konstruując tramwaje typu D, pod względem liczby miejsc dla pasażerów wzorowano się na produkowanych w latach 1906-1915 wagonach silnikowych typu B – nowe platformy tramwajów typu D pasowały wizualnie do typu B, w przeciwieństwie do platform wagonów typu A, które były zbyt małe.
Wagony serii D miały długość 8900 mm (wraz ze sprzęgiem), względnie 8100 mm (długość pudła), posiadały rozstaw osi równy 2880 mm. Każdy z wagonów ważył 9350 kg i posiadał 22 miejsca siedzące oraz 21 miejsc stojących. W porównaniu do tramwajów serii B wagony typu D posiadały nieco inny układ okien; w środkowej części pudła znajdowały się cztery nieco szersze niż w typie B okna.
Nowo powstałe tramwaje otrzymały numery taborowe 44 (wcześniej typ A, nr 8) i 46 (wcześniej typ A, nr 4). 

## Eksploatacja
Obydwa wagony serii D kursowały pojedynczo lub w składach z dwuosiowymi wagonami doczepnymi wszystkich eksploatowanych ówcześnie w Timișoarze typów (A, AII, C oraz CII). Wagon nr 44 został w 1939 r. wycofany ze służby liniowej i przebudowany na wóz techniczny: otrzymał otwarty pomost oraz nową kabinę motorniczego. Wagon nr 46 został w 1964 r. przebudowany na tramwaj silnikowy typu Timiș1: nadano mu wówczas numer taborowy 79. W takiej formie kursował on jeszcze do połowy lat 70. XX wieku. Do dziś nie zachował się żaden wagon typu D.